# 워터게이트 7인
워터게이트 7인(영어: Watergate Seven)은 두 개의 서로 다른 집단을 지칭하며, 둘 다 워터게이트 사건과 관련이 있다. 첫 번째는 1972년 6월 17일 워터게이트 콤플렉스에 있는 민주당 전국위원회 본부에 침입하여 붙잡힌 5명의 남자와 이들의 조력자였던 닉슨 선거 운동 보좌관 E. 하워드 헌트와 G. 고든 리디를 지칭한다. 이들 7명은 모두 1973년 1월 존 시리카 판사 앞에서 재판을 받았다.
두 번째 워터게이트 7인은 1974년 3월 1일 워터게이트 사건에서의 역할로 미국 대통령 리처드 닉슨의 7명의 보좌관 및 보좌관들이 대배심에 의해 기소된 것을 지칭한다. 대배심은 또한 닉슨을 불기소 공동 공모자로 지목했다. 이러한 기소는 미국 역사상 처음으로 대통령이 그렇게 지명된 사례였다.
첫 번째 워터게이트 7인의 재판에 이르는 기간은 1973년 1월 8일에 시작되었다. "워터게이트 7인"이라는 용어는 몇 달 후인 1973년 4월, 미국 정치인이자 변호사이며 정치 평론가인 에드 코흐 의원(D-NY)에 의해 만들어졌다. 코흐 의원은 미국 상원 의원 로웰 P. 위커 주니어가 1972년 봄 워터게이트 도청 사건의 한 남자가 특정 상원의원과 하원의원을 감시하라는 지시를 받았다고 밝힌 것에 대한 반응으로 자신의 미국 의회 사무실 문에 "이곳은 워터게이트 7인에 의해 감시되었습니다. 조심하세요"라는 표지판을 붙였다.

## 구성원
원래 워터게이트 7인과 그들의 법적 처분은 다음과 같다.
- G. 고든 리디 – 전 FBI 요원이자 대통령 재선 위원회의 법률 고문; 강도, 음모, 도청 혐의로 유죄 판결을 받았고, 징역 6년 8개월을 선고받았으며, 4년 6개월을 복역했다.
- E. 하워드 헌트 – CIA 요원이자 백악관 배관공들의 리더; 강도, 음모, 도청 혐의로 유죄 판결을 받았고, 징역 2년 6개월에서 8년을 선고받았으며, 33개월을 복역했다.
- 버나드 바커 – 배관공들 일원이자 FBI 요원이며 CIA 비밀 요원으로 추정; 도청, 전자 감시 장비 설치, 문서 절도 혐의를 인정했고, 나중에 강도 혐의도 인정; 첫 번째 혐의로 징역 18개월에서 6년을 선고받았으나, 나중에 진술을 철회하고 18개월을 복역; 두 번째 혐의로 징역 2년 6개월에서 6년을 선고받았고, 1년을 추가로 복역했다.
- 비르질리오 곤살레스 – 쿠바 난민이자 자물쇠 전문가; 음모, 강도, 도청 혐의로 유죄 판결을 받았고, 징역 1년에서 4년을 선고받았으며, 13개월을 복역했다.
- 에우헤니오 마르티네스 – 쿠바 망명자이자 CIA 비밀 요원; 음모, 강도, 도청 혐의로 유죄 판결을 받았고, 징역 1년에서 4년을 선고받았으며, 15개월을 복역; 로널드 레이건에 의해 사면되었다.
- 제임스 W. 맥코드 주니어 – 전 CIA 요원이자 FBI 요원; 음모, 강도, 도청 혐의 8건으로 유죄 판결을 받았고, 징역 25년을 선고받았으나, 음모에 다른 사람들을 연루시킨 후 1년에서 5년으로 감형; 4개월만 복역했다.
- 프랭크 스터지스 – CIA 비밀 요원이자 게릴라 훈련 교관, 군인; 음모, 강도, 도청 혐의로 유죄 판결을 받았고, 별도로 멕시코로 도난 차량을 운송한 혐의도 유죄 판결을 받았다. (협조로 인해 운송 혐의에 대한 형량이 워터게이트 형량에 포함되었다); 징역 1년에서 4년을 선고받았고, 14개월을 복역했다.

1974년에 나중에 기소된 7명의 보좌관 및 보좌관들은 다음과 같다.
- 존 N. 미첼 – 전 미국의 법무부 장관이자 닉슨의 1968년 및 1972년 선거 운동 본부장; 최고 징역 30년과 벌금 42,000달러에 직면했다. 1975년 2월 21일, 미첼은 음모, 사법 방해, 위증 혐의로 유죄 판결을 받았고, 징역 2년 6개월에서 8년을 선고받았으나, 나중에 1년에서 4년으로 감형; 실제로는 19개월을 복역했다.
- 해리 로빈스 홀더먼 – 백악관 비서실장, 닉슨의 첫 임기 동안 정부에서 두 번째로 강력한 인물로 여겨졌다; 최고 징역 25년과 벌금 16,000달러에 직면; 1975년에 음모 및 사법 방해 혐의로 유죄 판결을 받았고, 징역 18개월을 선고받았다.
- 존 얼릭먼 – 국내 문제 담당 닉슨 전 보좌관; 최고 징역 25년과 벌금 40,000달러에 직면했다. 얼릭먼은 음모, 사법 방해, 위증 및 기타 혐의로 유죄 판결을 받았고, 18개월을 복역했다.
- 찰스 콜슨 – 전 백악관 법률 고문이자 정치 문제 전문; 1974년 6월 3일 사법 방해 혐의 1건에 대해 불고저항변을 제기했다. 그는 자신이 무죄라고 믿었던 혐의를 자신이 유죄라고 믿었던 혐의로 바꾸도록 검찰을 설득하여 자유롭게 증언할 수 있었다.[8] 콜슨은 징역 1년에서 3년을 선고받았고 벌금 5,000달러를 부과받았으며, 7개월을 복역했다.
- 고든 C. 스트래천 – 홀더먼의 백악관 보좌관; 최고 징역 15년과 벌금 20,000달러에 직면했다. 그에 대한 혐의는 재판 전에 취하되었다.
- 로버트 마르디안 – 미첼의 보좌관이자 1972년 대통령 재선 위원회 고문; 징역 5년과 벌금 5,000달러에 직면했다. 그의 유죄 판결은 항소심에서 뒤집혔다.[9]
- 케네스 파킨슨 – 대통령 재선 위원회 고문; 징역 10년과 벌금 10,000달러에 직면했다. 그는 재판에서 무죄 판결을 받았다. 파킨슨은 변호사였지만, G. 고든 리디가 사실상 대통령 재선 위원회의 고문이었다.